# NMEアワーズ
NMEアワーズ（NME Awards）はNME（ニュー・ミュージカル・エクスプレス）主催で、毎年イギリスで開催される音楽の祭典式。

## 概要
1953年にNMEの主催で「NME Poll Winners Concert」として初めて行われ、現在まで開催されている。他の音楽授賞式と同様に「最優秀バンド」「最優秀アルバム」などが発表されるが、「ワーストバンド」（1997年から、初回受賞者はOasis）や「最優秀バンド・ブログ/Twitter」（ブログは2009年から、初回受賞者はNoel Gallagher。Twitterは2011年から）などユニークな賞も発表される。

## 主な受賞者
- 1995年 - Oasis：3受賞
- 1996年 - Oasis：4受賞
- 1999年 - Manic Street Preachers：4受賞
- 2000年 - Blur：3受賞
- 2001年 - Coldplay：2受賞
- 2002年 - The Strokes：3受賞
- 2003年 - Coldplay：2受賞
- 2005年 - Franz Ferdinand：2受賞
- 2006年 - Arctic Monkeys：3受賞
- 2007年 - Arctic Monkeys：2受賞
- 2008年 - Arctic Monkeys：3受賞
- 2009年 - MGMT：2受賞
- 2010年 - Muse、Kasabian：2受賞
- 2011年 - My Chemical Romance：2受賞
- 2012年 - Florence and the Machine：2受賞
- 2013年 - Florence and the Machine、The Rolling Stones：2受賞
- 2014年 - Arctic Monkeys：4受賞
- 2015年 - Jamie T、Kasabian：3受賞